# Potamogeton recurvatus
Potamogeton recurvatus är en nateväxtart som beskrevs av Hagstr. Potamogeton recurvatus ingår i släktet natar, och familjen nateväxter. Inga underarter finns listade.